# Bernard Peiffer
Pour les articles homonymes, voir Peiffer.
Bernard Peiffer, né le 23 octobre 1922 à Épinal et mort le 7 septembre 1976 à Philadelphie, est un pianiste de jazz, compositeur et professeur de musique. 

## Biographie
Bernard Peiffer a grandi dans une famille de musiciens ; son père était violoniste et son oncle organiste. Il a étudié le piano dès l'âge de 9 ans avec Pierre Maire, un élève de Nadia Boulanger, et a rapidement démontré sa brillance en étant capable de lire de longues partitions de musique classique à l'oreille.
Après avoir remporté le 1er prix de piano au Conservatoire de Paris, Bernard Peiffer a commencé sa carrière professionnelle à l'âge de vingt ans, en jouant avec André Ekyan et Django Reinhardt.
Pendant la Seconde Guerre mondiale, il rejoint la Résistance française, après avoir assisté à l'exécution d'un ami par la Gestapo dans les rues de Paris. Peu après, il fut capturé, et a été incarcéré pendant plus d'un an.
Après la Libération de la France, il rejoue avec Django Reinhardt notamment dans la salle Pleyel à Paris. Il créa son propre quintette et se produisit dans de nombreuses boîtes et clubs de jazz à Paris et sur la Côte d'Azur (Monaco et Nice).
En 1949, Bernard Peiffer joue du piano dans le quartette de Geo Daly en compagnie de Jean Bouchéty à la contrebasse et Roger Paraboschi à la batterie. Ils enregistrent le premier disque en 78 tours de Geo Daly, "Nine O’Clock Jump" et "Moonglow" chez "Swing" puis cher "Jazztime". La même année il réalise la musique du film Rendez-vous de juillet de Jacques Becker.
Bernard Peiffer enregistre chez plusieurs labels, EmArcy Records anciennement Mercury Records, Decca Records et Laurie Records.
En 1953, il remporte le grand prix du disque. La même année il réalise la musique du film Quand tu liras cette lettre de Jean-Pierre Melville.
En 1954, il déménagea pour les États-Unis et s'installa avec sa femme Corinne et sa fille Rébecca à Philadelphie. Il rencontra un franc succès au Carnegie Hall, ainsi qu'au Birdland et au Newport Jazz Festival.
Il sortit son dernier album musical en 1965 date à laquelle il fut opéré des reins. Sa dernière apparition publique fut en 1974 lors du Newport Jazz Festival.
Bernard Peiffer est décédé le 7 septembre 1976.

## Discographie
- 1954 : Bernard Peiffer Et Son Trio, Norgran
- 1955 : Le Most, Emarcy
- 1956 : Bernie's Tunes, Universal International
- 1957 : The Astounding Bernard Peiffer, Decca
- 1958 : Piano a La Mood
- 1958 : The Pied Peiffer on the Piano, Decca
- 1959 : Bernard Peiffer, LLP
- 1959 : Modern Jazz for People Who Like Original Music, Laurie
- 1960 : Cole Porter's "Can Can", Laurie
- 2001 : Modern Jazz at Saint-Germain-des-Prés, Sunnyside / Verve
- 2002 : La Vie en Rose, Universal Distribution
- 2003 : Plays Standards, Emarcy
- 2005 : Formidable...!	 Bernard Peiffer
- Piano et Rythmes	 UNI Jazz / Universal Distribution
- 2012 : Improvisations	Universal / Emergency